# Jūrė

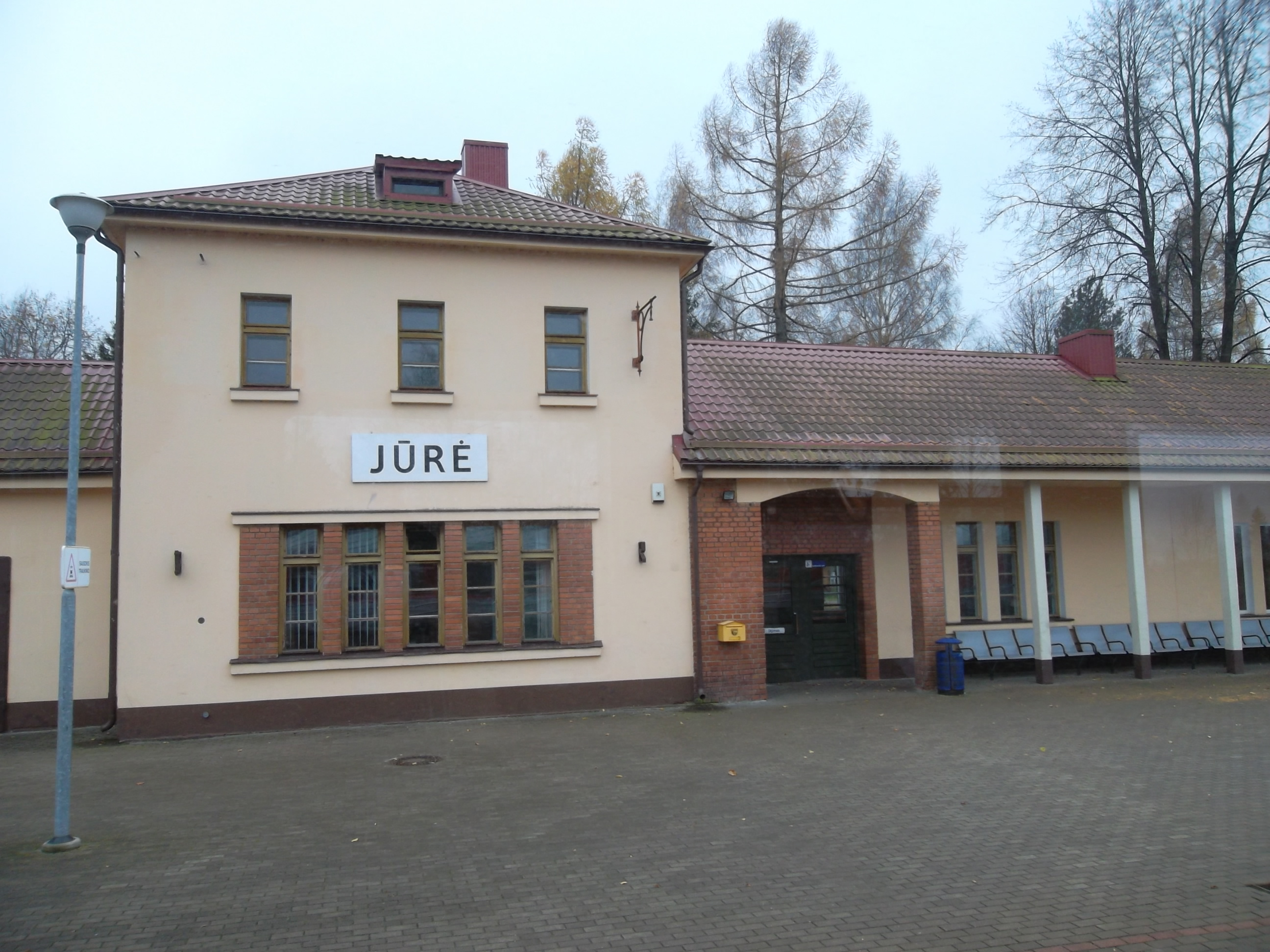
Bahnhof

Jūrė (bis 2002 Jūrės geležinkelio stotis) ist ein Städtchen in Litauen mit 401 Einwohnern in der Gemeinde Kazlų Rūda, 7 km östlich von Kazlų Rūda, an der Pilvė. Es gibt Eisenbahnstraße  Kaunas–Virbalis, den Bahnhof Jūrė.
1926 wurden die Grundschule, Försterei und Markt errichtet. 1928 baute man eine Mühle und zwei Sägewerke. Von 1928 bis 1945 gab es  Oberförsterei. 1937 wurde der Mauer-Bahnhof gebaut.

## Persönlichkeiten
- Violeta Urmana (* 1961), Opernsängerin in der Stimmlage Mezzosopran und dramatischer Sopran